# Langton (Durham)
Langton – osada i civil parish w Anglii, w hrabstwie Durham. Leży 26 km na południowy zachód od miasta Durham i 357 km na północ od Londynu. W 2001 roku civil parish liczyła 30 mieszkańców.